# Station Bristol Temple Meads
Bristol Temple Meads is een spoorwegstation van National Rail in Bristol in Engeland. Het station is eigendom van Network Rail en wordt beheerd door Great Western Railway. Het station, ontworpen door Isambard Kingdom Brunel, is Grade I listed. Het station is het westelijke eindpunt van de Great Western Main Line.